# NGC 263
NGC 263 est une galaxie spirale relativement éloignée et située dans la constellation de la Baleine. NGC 263 a été découverte par le l'astronome américain Francis Leavenworth en 1886.

## Caractéristiques
Sa vitesse par rapport au fond diffus cosmologique est de 8 377 ± 23 km/s, ce qui correspond à une distance de Hubble de 123,6 ± 8,7 Mpc (∼403 millions d'al).
NGC 263 présente une large raie HI.